# Epidendrum andinum
Epidendrum andinum är en orkidéart som beskrevs av Germán Carnevali och Gustavo Adolfo Romero. Epidendrum andinum ingår i släktet Epidendrum och familjen orkidéer. Inga underarter finns listade i Catalogue of Life.